# Музикален театър
Мюзикъл пренасочва насам.  За филмовия жанр вижте Мюзикъл (филмов жанр).
Музикалният театър, или мюзикъл, е вид сценично изкуство, характерно за 20 век, което комбинира елементи от живото музикално изпълнение, танца и театъра.
Музиката варира като звучене от класика до джаз и поп. Текстът се нарича либрето (заимствано от операта). Актьорският състав се подбира по критерии като актьорско майсторство, вокални данни, пластичност и фотогеничност.
При Джордж Гершуин жанрът получава силно развитие - той го въздига на такова равнище, което го превръща в художествен феномен благодарение на яркостта на песенния материал, лесните за възприемане и запомняне мелодии. В своите 29 мюзикъла композиторът е показал висока прецизност в трактовката на текста, както и на сценария. Между авторите на либретата личат имената на известни и авторитетни фигури в американската литература. Мюзикълът Show girl например е създаден по едноименната новела на Мак-Евоя, а последният му мюзикъл „Извинете моя английски“ („Pardon my English“) е по текст на Айра Гершуин, брат на композитора.
Най-често мюзикълите се изпълняват без прекъсване. Изградени са като едночастни спектакли, в които разговорната реч се съчетава с песни и кратки инструментални интермедии. Срещат се и встъпителни части, както в мюзикъла „Вълкът и седемте козлета“ от Александър Владигеров, където в началото има увертюра. Отделните номера на мюзикъла най-често представляват завършени песни, групирани в малки цикли. Срещат се и по-широко разгърнати заключителни части.
Редица от най-популярните театри, в които се представят такива постановки, се намират по нюйоркския Бродуей и в лондонския Уест енд. Емблематичният пример за мюзикъл „Котките“ (по либрето на Т. С. Елиът и с музика на Андрю Лойд Уебър) е представена за първи път на 11 май 1981 г. в Уест Енд и не слиза от афишите по цял свят оттогава насам.

## Адаптации
Някои от по-известните мюзикъли са екранизирани и, обратно, литературни произведения и филми се превръщат в музикален театър.
Сред най-известните филмови адаптации по мюзикъли са „Кабаре“, „Исус Христос суперзвезда“, „Коса“, „Фантомът от Операта“, „Евита“ и „Чикаго“.
Пример за обратния път на адаптацията е романът „Целувката на жената-паяк“, превърнал се първо в широкоекранна адаптация и чак по-късно – в мюзикъл.